# Soneja (kommunhuvudort)
Soneja är en kommunhuvudort i Spanien.   Den ligger i provinsen Província de Castelló och regionen Valencia, i den östra delen av landet, 290 km öster om huvudstaden Madrid. Soneja ligger 251 meter över havet och antalet invånare är 1 347.
Terrängen runt Soneja är kuperad åt nordväst, men åt sydost är den platt. Soneja ligger nere i en dal. Runt Soneja är det ganska tätbefolkat, med 65 invånare per kvadratkilometer. Närmaste större samhälle är Sagunto, 19,6 km sydost om Soneja. 